# Метскюла (Пиг'я-Сакала)
Ме́тскюла (ест. Metsküla) — село в Естонії, у волості Пиг'я-Сакала повіту Вільяндімаа.

## Населення
Чисельність населення на 31 грудня 2011 року становила 182 особи.

## Географія
Через населений пункт проходить автошлях 24149 (Вастемийза — Кипу). Від села починаються дороги 24150 (Вільянді — Метскюла) та 24215 (Метскюла — Кілду).

## Історія
З 19 грудня 1991 до 1 листопада 2005 року село входило до складу волості Вастемийза, з 1 листопада 2005 до 21 жовтня 2017 року — волості Сууре-Яані.